# Luftvärnskanonvagn L-62 Anti II
Il Luftvärnskanonvagn L-62 anti II, conosciuto anche come Landsverk anti-II o L-62 o, localmente, ItPsv 41 era un semovente antiaereo svedese progettato in risposta ad un requisito finlandese tra il 1941 ed il 1942. Presso l'Esercito finlandese venne denominato 40 ItK/38.

## Storia

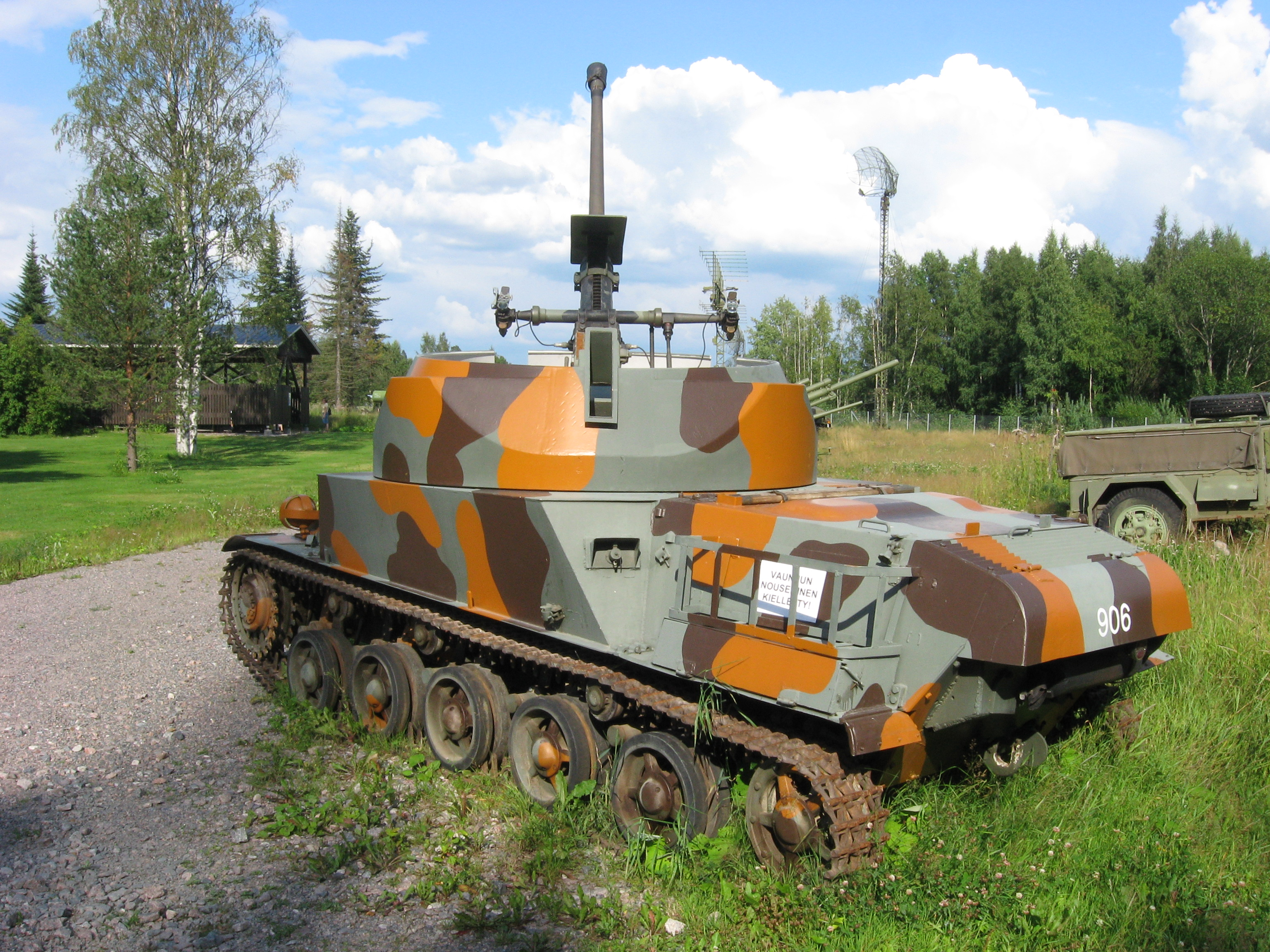
Un Landsverk anti-II esposto al museo di Tuusula, Finlandia.

Il mezzo fu sviluppato sullo scafo del carro armato leggero 38M Toldi, allungato ed armato con un cannone contraereo Bofors 40 mm. Durante le battaglie dell'estate 1944, i 40 ItK/38 finlandesi della Panssaridivisioona abbatterono 11 aerei sovietici, difendendo la brigata corazzata cui erano assegnati.
Il mezzo venne prodotto su licenza dall'Ungheria come 40M Nimród.